# 구성동산성
구성동산성(九城洞山城)은 대전광역시 유성구 구성동에 있는 산성이다. 1989년 3월 18일 대전광역시의 기념물 제6호로 지정되었다.

## 개요
대전광역시 유성구 구성동에 있는 성두산 정상의 지세를 이용하여 산의 안팎을 적절히 깎아 급경사의 성벽을 이룬 산성으로, ‘거북성’이라 부르기도 한다. 현재 거의 대부분이 붕괴되어 성의 윤곽선만 확인할 수 있을 뿐이다. 성안에는 너비 8∼10m의 도랑이 둘러져 있는데, 이것은 성벽을 축조하는 과정에서 만들어진 것으로 보인다.
이 산성은 성두산 정상부에 축조한 북성과 남으로 뻗은 산 능선을 따라 축조한 남성으로 구분할 수 있다. 북쪽 성벽은 둘레 330m로 외부는 흙을 깎아내어 경사지게 하고, 내부는 평평하게 하였으며, 성의 동북부에는 문터가 있다. 남쪽 성벽은 둘레 250m로 넓은 평야가 한 눈에 들어오는 전망이 좋은 곳이며, 문터는 북성과의 접합부에 2개가 있다.
산성이 있는 유성은 백제 때 노사지현(奴斯只縣)으로 알려져 있다.

## 현지 안내문
성두산(해발 86.7m)의 정상에 흙을 쌓아 만든 성으로 '거북성'이라고도 부른다. 성의 둘레는 580m로, 산 정상부에 쌓은 북성과 남쪽으로 뻗은 능선을 따라 길쭉하게 쌓은 남성으로 구분된다. 성을 두 개로 만든 것은 북성에서 갑천지역을 관측하는 것이 쉽지 않아 남성을 따로 만든 것으로 보인다. 성내 시설로는 북성 북벽의 북문터와 남성과 북성이 만나는 좌우에 남문터와 동문터가 있으며, 성벽 내부에는 교통호가 둘려져 있다. 우물은 북문지 밖에 2개, 남문지 밖 25m정도에 1개가 남아 있다. 또한 북성의 중앙에 동서로 길다란 말안장 모양의 고대가 있다. 이 성은 백제시대 노사지현(지금의 유성)을 다스리던 곳으로 추정된다.

## 참고 자료
- 구성동산성 - 국가유산청 국가유산포털